# Gyugy
Gyugy là một thị trấn thuộc hạt Somogy, Hungary. Thị trấn này có diện tích 15,31 km², dân số năm 2010 là 284 người, mật độ 19 người/km².